# 藤原実資
藤原 実資（ふじわら の さねすけ、天徳元年〈957年〉 - 永承元年〈1046年〉）は、平安時代の公卿。藤原北家小野宮流、参議・藤原斉敏の三男。
藤原北家嫡流・小野宮流の膨大な家領を継ぎ、有職故実に精通した当代一流の学識人であった。藤原道長が権勢を振るった時代に筋を通した態度を貫き、権貴に阿らぬ人との評価を受けた。最終的に従一位・右大臣に昇り、「賢人右府」と呼ばれた。実資の残した日記『小右記』はこの時代を知る貴重な資料となっている。

## 経歴
祖父・実頼の養子となり、「実」の字を与えられる。非常に愛されて家領の多くを相続し、小野宮流を継承した。
小野宮流は藤原北家嫡流でありながら、分派であるはずの九条流に摂関家の主導権を奪われたが、九条流に対して記録資料の面で優れ、故実に通じる家として著名であり、実資は膨大な記録資料を実頼より継承したといわれる。また学問のみならず、蹴鞠の達人としても知られ、長徳3年（997年）4月17日には、賀茂祭の余興として自邸で鞠会を開き、後世大江匡房からは「当世の名人」と評されたという（藤原頼輔『蹴鞠口伝集』）。その膨大な家領については未だ不明な部分も多いが、相当な財力を有していたことは当該期史料から判明している。
実資は故実家・資産家としても知られたが、物事の要点を押さえ、個人の利得や名声のために真実を覆さないという良識人でもあった。
安和2年（969年）に叙爵。同年侍従に任じられ、天禄2年（971年）に右兵衛佐、同4年（973年）に右少将となる。円融天皇のときの天元4年（981年）蔵人頭に補される。永観元年（983年）左中将に転任。同2年（984年）の花山天皇践祚に伴い再び蔵人頭となる。寛和2年（986年）の花山天皇の退位、一条天皇の践祚に伴い蔵人頭を去るが、翌永延元年（987年）に蔵人頭に補され、永祚元年（989年）に参議となり公卿に列した。
長保3年（1001年）権大納言に任じられ、右近衛大将を兼ねる。これ以降実資は42年の間右大将の地位にあった。
寛弘8年（1011年）一条天皇が崩御して三条天皇が即位した。三条天皇と道長は不仲で、やがてことごとに対立するようになった。ところが朝臣の多くは権勢家の道長に阿り、天皇は孤立し、朝廷の綱紀は日々弛緩するようになった。この時も実資は敢然として公平な立場に努め、天皇も密かに実資に頼るようになった。また、三条天皇の皇太子時代の春宮大夫・藤原懐平は実資の実兄で、官位の昇進では弟に大きく後れを取っていたものの、兄弟仲は良好で実資の養子・資平は懐平の実子であった。このため、天皇は懐平を介して実資を頼ろうとしていた。
三条天皇には東宮時代からの女御に道長の娘の妍子と藤原済時の娘の娍子がいた。即位と共に妍子は中宮とされたが子はなく、一方、娍子は敦明親王を生んでいた。長和元年（1012年）、天皇は娍子を皇后に立てるよう欲するが、道長に憚って決しかねていたところ、道長から立后の提案があった。ところが立后の儀式の日になると道長は嫌がらせを行い、同日を中宮妍子の参内の日として出席せず、諸公卿もこれに同調して皆中宮の東三条第へ行ってしまった。天皇は勅使を東三条第へ送って出席を命じるが、諸公卿は勅使を嘲り、参議・藤原正光に至っては瓦礫を投げつける始末だった。実資はこの日は病身であったが「天に二日なし、土に両主なし」と言うや中納言・藤原隆家と共に参内して、儀式を取り仕切った。

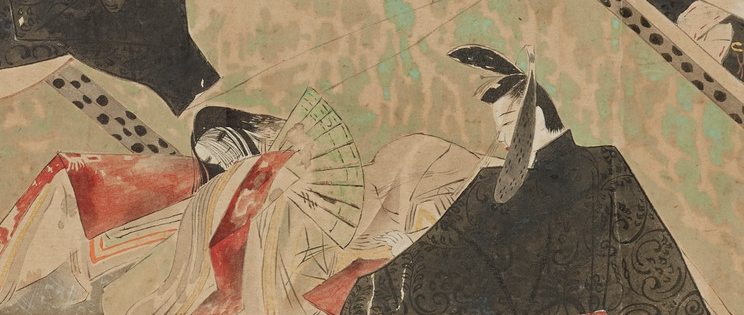
紫式部日記絵巻（模本）

三条天皇は実資の態度を徳として感謝し、実資の養子である資平に「朕は長く東宮にあって物情を知らず、一旦登極すれば全て意のままになると思っていたのに、后を立てるにも皆左大臣（道長）を憚り、勅命に応じようともしない。（実資の）忠懇を嘉とする。これからは諸事、大将と議したい」と伝え、これを聞いた実資は歓喜した。もっとも、賢明な実資は道長と正面から対決するようなことはせず、あくまで筋を通す態度を貫き、また、三条天皇も資平を蔵人頭に任じると約束しながら、道長を憚って止み沙汰にしてしまうなど、あまり頼りにはならなかった。
道長と対立を続けた三条天皇だが、やがて失明寸前の眼病となり、道長から強く退位を迫られ、結局、長和5年（1016年）に敦明親王を東宮とすることを条件に後一条天皇に譲位した。春宮大夫には実資が推薦されたが、実資は老衰の身であるとして固辞した。翌寛仁元年（1017年）に三条上皇が崩御すると、約束は反故とされ、道長の画策で敦明親王は東宮を辞退している。
寛仁3年（1019年）刀伊の入寇を撃退した大宰権帥・藤原隆家が部下らに対する恩賞を懇請し、これに対して諸国申請雑事定が公卿らによって行われた。大納言・藤原公任と中納言・藤原行成は、「彼らは追討の勅符が到達する以前に戦った。故に私闘であるから賞するには及ばない」と主張した。これは貴族たちが隆家は道長の政敵であった藤原伊周の弟でもあることから道長に追従したためでもあるが、同時に文官統治を維持する立場から当時各地の豪族や在庁官人が武装化して勢力を拡大しつつある現状に危機感を抱いていたことも背景にはあった。そのため、勅符なしでの軍事行動を許容することで彼らが朝廷の命令を無視して独自の判断で軍事行動を起こすことが危惧されたことから、公任・行成らの主張にも一理があった（普段、公任らに対して批判的な記事の多い『小右記』でも、この主張そのものに関する批判的な記述はしていない）。
これに対し実資は勅符が到達する以前に戦った点には問題があることを認めつつも、「勅符が到達したかどうかは問題ではない。たとえ勅がなかったとしても、勲功ある者を賞する例は何事にもある。寛平6年（894年）に新羅の凶賊が対馬国を襲撃したとき、島司・文室善友は直ちにこれを撃退し、賞を賜った。これと同じことである。特に今回の事件は、外敵が警固所に肉薄し、各島人が一千人余りも誘拐され、数百人が殺された。壱岐守・藤原理忠も戦死した。しかし、大宰府は直ちに軍を動かしてこれを撃攘せしめた。何故に賞さないことがあろうか。もし賞さないならば、今後進んで事に当たる勇士はいなくなってしまうであろう」と弁じ立てる。
まず、大納言・藤原斉信がこれに同意し、続いて公任・行成も翻意、ついに公卿ら皆意見を同じくして褒賞は決議された。また、当時政治の一線から退いていた道長もこれを是としている。このとき実資は右大臣に任ぜられるか否かで同僚らの歓心を買わなければいけない時期だったが、それでも付和雷同・阿諛追従することなく、ものごとの道理を滔々と陳述している。
また、この年の3月に道長が出家した上に若い摂政・藤原頼通の力量不足もあり、政務が渋滞している状況にあった。この状況の中、6月に実資は頼通から十一ヶ国からの申請の雑事を太政官において審議・決定するように命ぜられる。実資はこの命令を受けて、長らく放置されていた諸国からの申請を朝議にかけて一挙に解決するとともに、刀伊の入寇に関する大宰府からの各種申請に対しても対応を決定した。実資の朝議での采配ぶりについて、これを見守っていた道長・頼通から大変な賞賛を受けたという。この一連の経緯を受けて、自らの出家に伴い実資の力を借りなくてはならない状況になったことを道長に理解されたことにより、実資の大臣への道が開けた、との指摘がある。治安元年（1021年）5月の左大臣・藤原顕光の死没を受けての人事異動で、ついに実資は右大臣に昇った。長暦元年（1037年）従一位に叙されている。

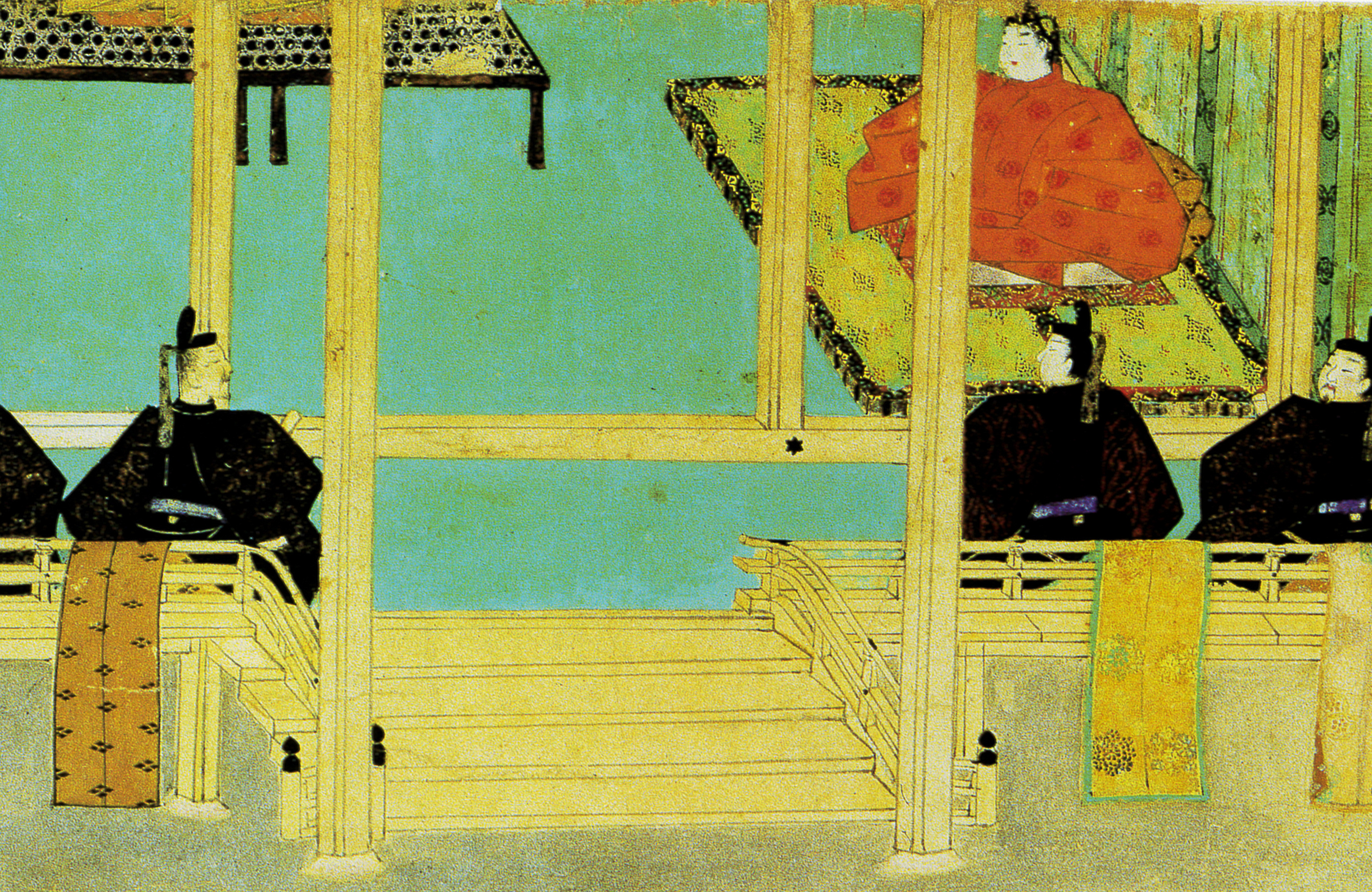
『駒競行幸絵巻』より　東宮と階右に左大臣頼通、向かって左に右大臣実資

常に九条流に対抗する小野宮流の当主として活躍したが、晩年は養子の資平への家督継承と家領温存のため、藤原道長・頼通親子に口入を申し出るなど、九条流への柔軟な行動も見られる。特に実資は頼通に非常な好意を抱いていたようで、『小右記』には頼通を批判する記事はほとんどなく、頼通の方も政界の長老である実資への敬意を怠らなかったという。
また、長保5年（1003年）に発生した平維良による下総国府（下総守・宮道義行）襲撃事件や長元2年（1029年）に発生した平季基による大隅国府（大隅守・船守重）襲撃事件について、襲撃した維良・季基及び季基を庇おうとした大宰大弐・藤原惟憲はいずれも道長・頼通父子の家司・家人で、襲撃された義行や守重は実資の家司・家人であったことから、背景に地方における両陣営の対立を指摘する見解もある（なお、両事件とも襲撃・擁護側は処分されなかった）。
花山院の女御・婉子女王と大恋愛して結婚したが子供に恵まれず、晩年認知症が進行してからは焦りのために手当たり次第に手を出し、妻が非常に少なかった政治上の弟子・宇治関白頼通を嘆かせている。兄で権中納言・懐平の子である資平を養子としたが、最愛の子は実娘の千古であった。万寿元年（1024年）に行われた千古の裳着に際しては、実資は右大臣としての権力を用いて受領に対して諸国所課を行って物資の取立を行っている。
晩年になっても致仕することなく、前述のように摂関・大臣に次ぐ要職である（右）近衛大将を兼ねていた実資は87歳まで務めている。一方で老齢に伴う失態も多くなっていったらしく、実資を尊敬してやまなかった孫の藤原資房（資平の子）でさえも「今となっては退くべき者である」と非難している（なお、この時、実資は84歳であった）。
永承元年（1046年）に90歳で薨去。信仰厚い仏教徒であったが、今際の際まで現実社会で活躍することを好み、その死に臨んでも出家することはなかった。天寿を全うするとき、実資の小野宮第には朝野上下の人々が参集し、声を放って慟哭したという。
実資は小野宮家の財産を多く千古に継承させ、養子の資平には一部しか継承させなかった。このためか、実頼から継承したと思われる家領は分散継承され、院政期には空中分解を遂げることとなる。また、男系子孫に財産が渡らなかったことによって同家の経済的な衰微を招き、小野宮家没落の原因を作ったと言われている。
実資は日記史料として後年、故実に必携の書となる『小右記』（小野宮右大臣家記の略）を残す。ここで実資は、現存する限り蔵人頭から右大臣右大将を兼任するまで日記を残し、膨大な儀礼の記述を残した。また、個人的見解を記したことでも著名で、有名な道長の「この世をば…」の和歌は実資の『小右記』から現代に伝えられた。

## 人物
32歳で議政官となった有能な官僚であり、道長や頼通の相談相手でもあった。儀礼については厳しく、『小右記』では儀礼に失敗したものを「愚の又、愚なり」と厳しく批判する記述がある。長和5年の後一条天皇即位の際には、奉幣使に持たせる官符の作成作業の監督にあたった。しかし部下のミスにより、官符に太政官印が押されていないものが含まれてしまった。実資はミスを誘発した少納言藤原庶政を厳しく批判している。しかし印が押されていない官符が使用されることについては儀式が終わっているのだからどうしようもない、もし摂政道長からなにか言われた場合には自分に告げろと述べ、実務面においては柔軟な運用を行っている。

### 道長との関係
実資は道長の所業に対して強い批判を書き残している。豊かな国への受領の任免権が道長の権益となっていることや、実兄藤原懐平を差し置いて、年少の教通が造宮行事所別当に任官されたことなどがある。一方で下向井龍彦は、日記の中で道長を批判している実資だが、それを他人に言ったり道長自身に向けて言ったことはまずないと指摘しており、「世渡りもうまい」と評している。実資は道長一家の関係する横暴な事績に対して、「使口如鼻」（口を鼻のようにして、喋らず呼吸をするだけにする）ことを「聖人の訓」とするだけだとしており、事を荒立てずに沈黙することを選んでいる。
また、道長の能力・人物については高く評価しており、道長も実資に一目を置いていた記述もある。
- 長和元年（1012年）道長が病気になった際に実資・道綱・隆家・懐平・通任の5人が悦んでいるという噂が立てられた際に、道長は実資と道綱に限ってそういうことはないと述べて、噂を立てられた以上運を天に任せるしかないと嘆息していた実資を安堵させている[22][23][24][25]。
- 三条天皇の病気や後一条天皇の幼少で久しく中断されていた官奏が復活して実資が職事を勤めた際に、道長は息子・教通がなぜ物陰からでも実資の様子を見てその作法を学ばなかったのかと、実資に嘆いている[26][27]。
- 実資は摂政となった道長が病に倒れ一時重態となった際に「朝（朝廷）之柱石」が失われることを憂慮している[28][29]。

道長が「この世をば 我が世とぞ思ふ 望月の 欠けたることも 無しと思へば」の和歌を披露した際、道長は実資に対してこれに必ず和してもらいたい（返歌を作って欲しい）と述べた。実資は白居易が元稹の詩を絶賛して和せずにただその詩を繰り返し吟唱した故事をあげ、居並ぶ公卿とともにその歌を数度吟詠している。

#### 彰子入内屏風歌
長保元年（999年）、道長の娘・彰子が入内する際、調度品の一つとして、公卿名士たちから和歌を募り、筆を入れさせる四尺の屏風が用意された。これには公卿たちだけでなく、花山法皇までも歌を贈ったが、当時中納言であった実資だけは、道長から何度催促されても「大臣の命を受けて、その屏風に歌をつくるなぞ、未だに前聞なし」と言って、歌を献じるのを拒んだ。増田繁夫や工藤重矩は屏風歌を作るのは専門的歌人が行うことで公卿のやることではないとして実資が拒んだとみている。しかし守屋省吾は公卿が屏風歌を贈る事例は少数ながらもあることを指摘し、歌の技量のある公卿は歌を寄せたものであり、ことさら屈辱感を覚えるようなものではなかったとしている。また川村裕子はこれを補強し、歌が詠める公卿が少なかったため、屏風歌は専門的歌人の職能のようになっていったと指摘している。劉卿美は彰子がまだ中宮ではないためその屏風歌づくりは公卿が奉仕するべき公事ではなく私事であることや、実資が当時太皇太后大夫の任にあり、太皇太后・昌子内親王が病中であったため、和歌を詠むようなことは慎むべきであるという認識があったからではないかとしている。
また実資はこの後、屏風の色紙に公卿たちの名（諱）が記されていたことをあげ、「後代己失面目（後代に面目を失うであろう）」と厳しく非難している（『小右記』長保元年十月三十日条）。これは当時の公卿は通常名を使わず官名などで呼称していたが、天皇や后の御前以外でのみ名を使っていたためである。
この後、道長は実資の行動に不快感を示したような言動はしておらず、11月7日には実資の手を引いて直廬に迎え入れて装束を見せたという。

### 女性関係
気難しい性格であった実資も好色であったようで、『古事談』に以下の逸話が伝わっている。
実資の邸宅であった小野宮第の北対の前によい水の出る井戸があり、付近の下女たちがよく水を汲んでいた。下女の中で気に入った女がいると実資はよく誰もいない部屋に引っ張り込んでいた。そこで藤原頼通が一計を案じ、自邸の侍所の雑仕女の中から美人を選んで水汲みにやらせ、もし実資から引っ張り込まれそうになったら、水桶を捨てて逃げ帰るように命じた。案の定、実資はその雑仕女に手を出そうとしたが、予定通り女は水桶を捨てて逃げ帰った。後日実資が頼通を訪ねて公事について話をした際、頼通が「ところで、先日の侍所の水桶を返していただけないか」と言った所、さすがの実資も赤面し返事ができなかったという。
『古事談』には、実資と藤原教通（頼通の弟）とが遊女・香炉をめぐって鞘当てをした話も伝わっている。
なお、正式な妻は最初の妻である源惟正女と婉子女王の2人のみであった。後に藤原顕光の後妻（元は藤原道兼の正妻）から道兼の忘れ形見である次女を妻にして欲しいとの書状を受け取っているが、既に61歳になっていた実資は婉子女王が亡くなったときに妻は娶らないと決めているとしてやんわりと断っている。ただし、千古を生んだ女性が次第に重んじられたようで、『栄花物語』では「今北の方」と記されている。

## 官歴
『公卿補任』による。
- 安和2年（969年） 2月22日：従五位下（元服日有勅叙之）。6月25日：侍従（佐時任右兵衛佐替）
- 安和3年（970年） 正月27日：昇殿
- 天禄2年（971年） 3月20日：右兵衛佐（佐時任少納言替）
- 天禄4年（973年） 7月26日：右近衛少将
- 天延2年（974年） 正月7日：従五位上（佐労）。正月20日：近江権介
- 貞元2年（977年） 正月7日：正五位下（少将労）
- 天元2年（979年） 正月29日：伊与権介
- 天元3年（980年） 正月7日：従四位下（少将労）、還昇。7月25日：従四位上（皇太后宮日来御座件朝臣宅、還御本宮後、以臨時息所叙之）
- 天元4年（981年） 2月14日：蔵人頭（斉光替）
- 天元5年（982年） 正月：備後介。3月11日：兼中宮亮（立后日、中宮・藤原遵子）
- 永観元年（983年） 12月13日：左近衛中将（亮如元）
- 永観2年（984年） 2月1日：美乃権守。8月27日：止頭（踐祚）、蔵人頭
- 寛和元年（985年） 12月24日：中宮大夫（中宮・藤原遵子）、中将如元
- 寛和2年（986年） 6月23日：止頭（禅譲）、昇殿。7月22日：正四位下（臨時）
- 永延元年（987年） 11月11日：蔵人頭（安親替）
- 永延2年（988年） 8月29日：近江権守
- 永祚元年（989年） 2月23日：参議
- 正暦元年（990年） 正月29日：美作権守。8月30日：従三位
- 正暦2年（991年） 9月23日：左兵衛督
- 長徳元年（995年） 4月28日：検非違使別当。8月28日：権中納言、右衛門督。9月5日：別当如元。9月28日：太皇太后宮大夫（太皇太后・昌子内親王）
- 長徳2年（996年） 7月20日：中納言、督大夫等如元。7月21日：別当如元。9月19日：辞別当並督
- 長保元年（999年） 正月7日：正三位（中納言労、超時光）。12月7日：止大夫（依宮崩也）
- 長保2年（1000年） 11月21日：従二位（造宮行事賞、超懐忠）
- 長保3年（1001年） 8月25日：権大納言、兼右近衛大将
- 長保5年（1003年） 2月26日：正二位（石賀行幸行事賞）
- 寛弘4年（1007年） 正月28日：按察使
- 寛弘6年（1009年） 3月4日：大納言、大将使如元
- 長和元年（1012年） 日付不詳：止按察使
- 治安元年（1021年） 7月25日：右大臣。7月28日：右大将如元。8月29日：兼皇大弟傅
- 万寿3年（1026年） 4月1日：聴輦車
- 長元3年（1030年） 11月16日：宣旨、諸節会不候列従腋可参上者
- 長元9年（1036年） 4月17日：止皇太弟傅
- 長暦元年（1037年） 正月5日：従一位。3月27日：請辞大将、勅不許
- 長久4年（1043年） 11月2日：辞大将
- 寛徳元年（1044年） 6月：上表乞身、不許
- 永承元年（1046年） 正月18日：薨去

## 系譜
- 父：藤原斉敏
- 母：藤原尹文の娘
- 妻：源惟正女（?-986）
  - 女子：（985-990）[37]
- 妻：婉子女王（為平親王の娘） - もと花山天皇の女御）
- 妻：官女某
  - 男子：良円（983-1050）
- 妻：源頼定の乳母の娘(977-?)[38]
  - 女子：藤原千古 - 藤原兼頼室
- 生母不明の子女
  - 男子：観薬[注釈 7]
  - 女子：（?-990）
- 養子女
  - 養子：藤原資平（986-1067） - 実は藤原懐平の子
  - 養子：藤原資高（?-?） - 実は藤原懐平の子
  - 養子：藤原資頼（?-?） - 実は藤原懐平の子
  - 養子：藤原経季（1010-1086） - 実は藤原経通の次男

実資の没後、小野宮家嫡流は資平が継いだものの、次第に公卿を出すこともなくなり、鎌倉時代以降は衰えた。養子の一人経季の子孫は、毛呂氏を称する武家となり、鎌倉時代には毛呂季光（藤原季光）を輩出した。以降
現在も子孫は続いている。

## 関連作品
テレビドラマ
- 『光る君へ』（2024年、NHK大河ドラマ、演：秋山竜次）